# Australische Badmintonmeisterschaft 1964
Die Australische Badminton-Meisterschaft 1964 fand Ende August 1964 in Lockleys, in Adelaide statt. Der Tasmanier Ken Turner gewann bei diesen Titelkämpfen nach 1958 seinen zweiten Titel im Herreneinzel.

## Finalresultate
| Disziplin    | Sieger              | Finalist                    | Ergebnis          |
| ------------ | ------------------- | --------------------------- | ----------------- |
| Herreneinzel | Ken Turner          | Ron Young                   | 15-4, 9-15, 15-12 |
| Dameneinzel  | Kay Nesbit          | Joy Twining                 | 2-11, 12-10, 11-5 |
| Herrendoppel | Ken Turner B. Welch | Eddie Ireland Graeme Nelson | 15-12, 17-16      |

## Weitere Titelträger
| Disziplin   | Sieger                 |
| ----------- | ---------------------- |
| Damendoppel | June Bevan Judy Smith  |
| Mixed       | Ken Turner Dulcie King |